# فسيفساء أم الرصاص

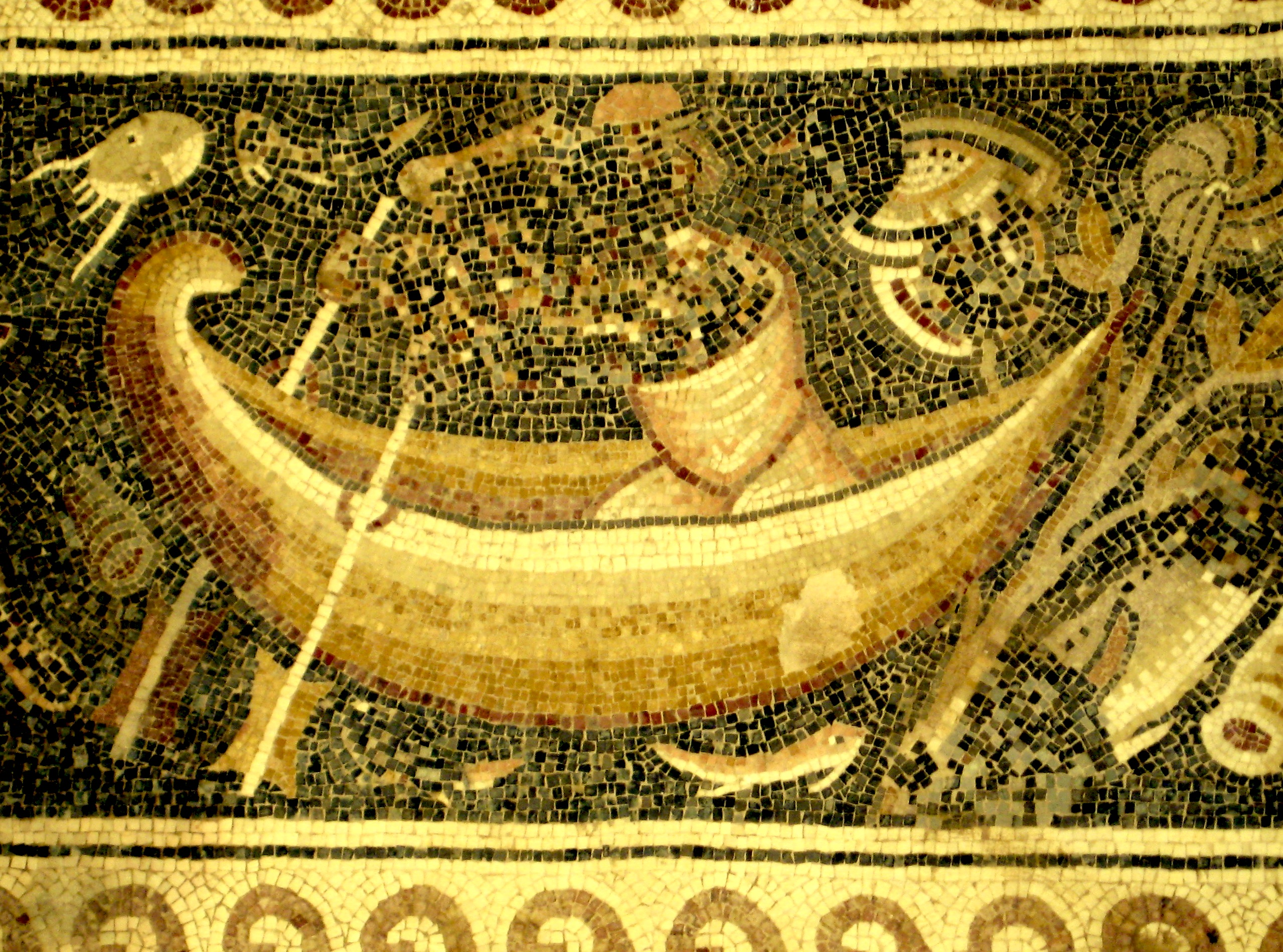
فسيفساء لصياد داخل كنسية القديس أسطفان

أم الرصاص هي فسيفساء أثرية وأكبر الأرضيات الفسيفسائية المكتشفة في الأردن، مرصوفة على كنيسة القديس أسطفان في مدينة أم الرصاص القديمة وسط الأردن، يعود تاريخ إنشاؤها إلى القرن الثامن في العام 750 خلال فترة الخلافة الأموية في بلاد الشام. وهي واحدة ضمن مجموعة آثار مدينة الرصاص المدرجة في قائمة التراث العالمي في اليونيسكو.

## الاكتشاف
يعود تاريخ إنشاء فسيفساء أم الرصاص إلى العام 785، وتاريخ اكتشافها إلى العام 1986، وهي الأرضية الفسيفسائية الأكبر في الأردن.

## الوصف
تصل مساحة الرسومات الفسيفسائية على أرضية كنيسة القديس أسطفان إلى 500 متر مربع، وتضم رسوما لعدد من المدن التابعة للأرض المقدسة من جهتي نهر الأردن الشرقية والغربية، حيث وثقت رسوما لـ 8 مدن فلسطينية و9 مدن في الأردن، بالإضافة إلى 10 مدن في دلتا النيل. وهي ثاني لوحة من نوعها بعد خارطة فسيفساء مادبا التي تصور القدس والأراضي المقدسة.